# Gunnar Wåhlberg
Gunnar Lennartsson Wåhlberg (* 27. Juli 1910 in Umeå; † 9. Oktober 1995 ebenda) war ein schwedischer Militärpatrouillenläufer.
Bei den Olympischen Winterspielen 1936 in Garmisch-Partenkirchen gewann er im Militärpatrouillenlauf, der als Demonstrationswettkampf ausgetragen wurde, zusammen mit Seth Olofsson, Johan Wiksten und John Westbergh die Bronzemedaille.